# Gagliole
Gagliole là một đô thị ở tỉnh Macerata ở vùng Marche, có vị trí cách khoảng 60 km về phía tây nam của Ancona và khoảng 30 km về phía tây của Macerata. Tại thời điểm ngày 31 tháng 12 năm 2004, đô thị này có dân số 632 người và diện tích là 24,1 km².
Đô thị Gagliole có các frazioni (các đơn vị trực thuộc, chủ yếu là các làng) Collaiello, Acquosi, Selvalagli, Celeano, Castellano, Casetre, và Cerqueto.
Gagliole giáp các đô thị: Castelraimondo, Matelica, San Severino Marche.